# Torridon Hills
Les Torridon Hills sont un massif de montagnes du Royaume-Uni situé en Écosse, au nord du Glen Torridon et du village de Torridon et au nord-est du Loch Torridon. Le grès qui les compose en majorité date du Précambrien, ce qui en fait parmi les roches les plus anciennes des îles Britanniques. Ce grès particulier est connu sous le nom de « grès torridonien ».